# Крупенский, Михаил Николаевич
Михаи́л Никола́евич Крупе́нский (17 ноября 1851 — 21 марта 1905) — бессарабский предводитель дворянства в 1897—1905 годах, камергер.

## Биография
Родился в селе Коржеуцы Сорокского уезда. Сын бессарабского предводителя дворянства Николая Матвеевича Крупенского и жены его Надежды Ивановны Гинц. Землевладелец Белецкого и Хотинского уездов (4000 десятин и 2500 десятин в Романкауцах).
Среднее образование получил в Кишиневской гимназии, которую окончил в 1871 году. В 1877—1881 годах служил в канцелярии Киевского депутатского дворянского собрания. В 1881 году был избран Хотинским уездным предводителем дворянства, в каковой должности пробыл 4 трехлетия, до 1893 года. Кроме того, состоял почетным мировым судьей по Хотинскому уезду (1878—1905) и почетным членом губернского попечительства детских приютов. С 1897 года избирался бессарабским предводителем дворянства. В 1898 году получил чин действительного статского советника, а в 1904 году был пожалован в камергеры. Из наград имел орден св. Станислава 1-й степени (1901), медали в память коронаций Александра III и Николая II, знак отличия, учрежденный 17 апреля 1863 года, а также сербский орден Такова 3-й степени.
10 января 1905 года оставил должность предводителя дворянства в связи с болезнью и отправился в Санкт-Петербург для лечения. Болезнь, однако, зашла уже далеко, и 21 марта Михаил Николаевич скончался.

## Семья
Был женат на Анне Николаевне Катаржи (1852—1927). Их дети:
- Николай (1878—?), выпускник Александровского лицея (1900), хотинский уездный предводитель дворянства. После революции жил в Бессарабии.
- Семён (1882—1919), выпускник Александровского лицея (1904), участник Первой мировой войны, полковник лейб-гвардии Конного полка. Расстрелян большевиками в 1919 году в Одессе.
- Георгий (1886—1943), выпускник Александровского лицея (1907), служил в Министерстве иностранных дел. В эмиграции в Польше и Румынии.
- Павел, секретарь посла в Константинополе, делегат Рейхенгалльского съезда.
- Елена, фрейлина.
- Елизавета, умерла в 1938 году в Кишиневе.